# Hubbi Hatun
Ayşe Hubbi Hatun, turco ottomano: حبی خاتون, lett. "vita" e "ammirata" (Amasya, ... – Costantinopoli, 1590), è stata una poetessa ottomana e dama di corte del sultano Selim II, di sua moglie Nurbanu Sultan e del loro figlio Murad III.

## Biografia
Hubbi Hatun nacque ad Amasya, come figlia di Şeyh Akşemseddin e nipote di Beşiktaşlı Şeyh Yahya Efendi. Ricevette un'ottima educazione, imparò l'arabo e il persiano oltre al turco e studiò poesia e calligrafia. Il suo nome di nascita era Ayşe, tuttavia divenne nota come Hubbi Hatun ("ammirata"), nome che usava per firmare i suoi componimenti. 
Entrò alla corte del futuro Selim II, che allora era governatore della regione di Amasya, tramite il matrimonio con un cugino, Akşemseddinzade Şemsi Efendi, la cui madre, zia paterna di Hubbi, era stata tutrice del sultano quando era bambino. Dal matrimonio ricevette in dono un giardino a Fındıklı. Dal marito ebbe una figlia, che sposò Mehmed Vusuli Efendi, poeta sotto il nome di Molla Çelebi. Hubbi Hatun era conosciuta come una donna bellissima ma spregiudicata, che ebbe varie relazioni extraconiugali. 
Dopo essere rimasta vedova nel 1551 rimase a corte come compagna di Selim e della sua favorita Nurbanu e si fece conoscere come buona poetessa. Quando nel 1566 Selim salì al trono Hubbi fece parte della sua corte a Costantinopoli. Insieme a Raziye Hatun (tesoriera) e Canfeda Hatun (direttrice dell'harem) formò una fazione vicina alla famiglia reale e acquisì ricchezze e influenza. Mantenne il suo status anche sotto il regno di Murad III, figlio di Selim II e suo successore. 
Hubbi morì nel 1590 e venne sepolta nel cimitero di Eyüp a Costantinopoli.

## Carriera
Hubbi fu conosciuta e apprezzata come poetessa. Scrisse poesie liriche (gazel), odi (kaside) e una poesia narrativa (mesnevi) dal titolo "Hürşid e Cemşid", di più di tremila versi. Il suo stile non era tipicamente femminile e fu apprezzata al pari dei suoi colleghi maschi.
I seguenti versi sono opera di Hubbi:
Essere mascolini non è una gloria per la falce di luna.»
Verir her kişi makdurunca gevher
Anın ta müşterisinden olalar
Sen oldun şimdi hem ol zen misali
Kaçan arz eyledi Yusuf cemali
Geturüp nice rişte anda bir zen
Hıridar oldu ana canu dilden»